# .sn
.sn je vrhovna internetska domena (country code top-level domain - ccTLD) za Senegal. Domenom upravlja NIC Senegal.

## Vanjske poveznice
- IANA .sn whois informacija  Arhivirana inačica izvorne stranice od 28. travnja 2006. (Wayback Machine)